# Scott Neilson
Scott Neilson (ur. 31 stycznia 1957) – kanadyjski lekkoatleta, młociarz.
Zdobył dwa medale igrzysk panamerykańskich – brązowy (Meksyk 1975) i złoty (San Juan 1979). Do jego osiągnięć  należy również do srebrny medal Igrzysk Wspólnoty Narodów (Edmonton 1978). W 1980 w Filadelfii zwyciężył na zawodach Liberty Bell Classic. Czterokrotnie był mistrzem Kanady (1976, 1978, 1979, 1980). 
Swój rekord życiowy (72,72 m) ustanowił 1 kwietnia 1978 w Seattle.